# Ключ 61
Ключ 61 (трад. и упр. 心, 忄, ⺗) — ключ Канси со значением «сердце»; один из 34, состоящих из четырёх штрихов.
В словаре Канси есть 1 115 символов (из 49 030), которые можно найти c этим радикалом.

## История
Древняя идеограмма изображает внешнее воспроизведению этого органа.
Современный иероглиф употребляется в значениях: «сердце, сердечный, душа, дух», «грудь, грудная полость», «ум, интеллект, рассудок, мысль», «желания, намерения, настроения», «центр, середина, сердцевина», «воля, решимость, устремленность» и др.
Иероглиф является сильным ключевым знаком. Может располагаться в левой части сложных знаков в виде 忄 или снизу в виде ⺗.

Техника написания
Техника написания
Вид в Цзиньвэнь
Вид в Цзягувэнь
Вид в Цзянбо
Вид в большой печати Чжуаньшу
Вид в малой печати Чжуаньшу

В словарях находится под номером 61.

## Значение
1. Мышечный орган, который способствует кровообращению.
2. Центральные и средние места.
3. Древние использовали «сердце» как орган мышления, потому что они думали, что это был общий термин для мышления и чувств.
4. Ядро, центр.
5. Термин в китайской медицине, один из пяти внутренних органов.
6. Чувства.
7. Буддийский термин, в отличие от цвета. В буддизме то, что осязаемо и трогательно, называется «цветом», а то, что принадлежит духовному царству, называется «сердцем».
8. В отличие от «вещей» относится к человеческому сознанию.
9. Шипы на дереве.

## Варианты прочтения
- кит. 心, 忄, ⺗, пиньинь xīn, синь.
- яп. し ん, shin, синь.
- кор. 마음 maeum, маям?, 심 shim, шим?.

## Примеры иероглифов
| Доп. штрихи | Иероглифы |
| ----------- | --- |
| 0           | 心忄⺗ |
| 1           | 必忆㣺 |
| 2           | 忇忈忉忊㣻𢖯悦 |
| 3           | 忍志忋忌忍忎忏忐忑忒忓忔忕忖志忘忙忚忛応㣼㣽㣾㣿𢖾㤀 |
| 4           | 忹忝忞忟忠忡忢忣忤忥忦忧忨忩忪快忬忭忮忯忰忱忲忳忴念忶忷忸忹忺忻忼忽忾忿㤋㤊㤁㤂㤃㤄㤅㤆㤇㤈㤉怀怂态怃念                                                                                       |
| 5           | 㤌㤍㤎㤏怊怋怌怍怎怏怚怛怜思怞怟怪怫怬怭怮怯怺总怼怽怾𢘛𢘜𢘫㤐㤑㤒㤓㤔㤕㤖㤗㤘㤙怇怈怉怐怑怒怓怔怕怖怗怘怙怠怡怢怣怤急怦性怨怩怰怱怲怳怴怵怶怷怸怹𢘉怜怒                                       |
| 6           | 㤺㤜㤚㤛㤜㤝㤞㤟㤪㤫㤬㤭恶㤺恊恋恼恌恍恎恏恚恛恜恝恞恟恪恫恬恭恮息㤠㤡㤢㤣㤤㤥㤦㤧㤨㤩恀恁恂恃恄恅恆恇恈恉恐恑恒恓恔恕恖恗恘恙恠恡恢恣恤恥恦恧恨恩恰恱恲恳恴恵恷恸恹𢙨                         |
| 7           | 悁悔悠悡悢患悤悥悦悧您悩悪悫悬㤮㤯㤻㤼㤽恾恿悊悋悌悍悎悏悚悛悜悝悞悟㤰㤱㤲㤳㤴㤵㤶㤷㤸㤹悀悁悂悃悄悅悆悇悈悉悐悑悒悓悔悕悖悗悘悙𢚖𢚘悔恵                                                       |
| 8           | 惇悰悱悲悳惪㥀悴悵悶㥃悷悸悹悺悻悼悽悾悿惀惁惂惃惄情惆惇惈惉惊惋惌惍惎惏惐惑惒惓惔惕惖惗惘惙惚惛惜惝惞惟惠惡惢惣惤惥惦惧惩𢛴𢛵𢛶㤾㤿㥊㥋㥌㥍㥎㥏𢜛𢜟惘惫㥂㥄㥅㥆㥇㥈㥉㥐㥑㥒㥓㥔㥕㥖㥗㥘㥙𢜒𢜔 |
| 9           | 惰惱惲想惴惵惶惷惸惹惺惻惼惽惾惿㥚㥛㥜㥝㥞㥟㥪㥫愊愋愌愍愎意愚愛愜愝愞感𢜪㥠㥡㥢㥣㥤㥥㥦㥧㥨㥩愀愁愂愃愄愅愆愇愈愉愐愑愒愓愔愕愖愗愘愙愠愡愢愣愥慨𢝵𢞁慨愈                                     |
| 10          | 慈慌慎𢞴𢞵𢟍㥬㥭㥮㥯㥺㥻愪愫愬愭愮愯愺愻愼愽愾愿慊態慌慍慎慏㥰㥱㥲㥳㥴㥵㥶㥷㥸㥹愧愨愩愰愱愲愳愴愵愶愷愸愹慀慁慂慃慄慅慆慇慈慉慐𢞖                                                             |
| 11          | 慺㥼㥽㥾㥿慚慛慜慝慞慟慪慫慬慮慯慺慻慼慽慾慿㦀㦁㦂㦃㦄㦅㦆㦇㦈慒慓慔慕慖慗慘慙慠慡慢慣慤慥慦慧慩慰慱慲慳慴慵慶慷慸慹憀憁憂憃憄憅憆憇憈𢠃慠                                                     |
| 12          | 憲憤憯憠憡憢憣憤憥憦憧憨憩憪憫憬憭憮憯憰憱憲憳㦊㦋㦌㦍㦎㦏慭憊憋憌憍憎憏憚憛憜憝憞憟𢡛𢡟㦉㦐㦑㦒㦓㦔㦕㦖憉憐憑憒憓憔憕憖憗憘憙𢡠𢡱                                                             |
| 13          | 憴憵憶憷憸憹憺憼憽憾憿懀懁懂懃懄懅懆懇懈應懊懋懌懍懎懏懐懓懔𢢫𢢭𢣁㦗㦘㦙 |
| 14          | 懞㦠憻懕懖懗懘懙懚懛懜懝懞懟懠懡懢懣懤懥懦懧懨𢣷㦚㦛㦜㦝㦞㦟 |
| 15          | 懲㦡㦢懩懪懫懬懭懮懯懰懱懲懳懴 |
| 16          | 懶㦣㦤㦥㦦㦧懵懶懷懸𢤦𢤹懶 |
| 17          | 㦨㦩㦪懹懺懻𢥏 |
| 18          | 懼懽懾懿 |
| 19          | 㦫㦬𢥫戀戁戂𢥧 |
| 20          | 戃戄 |
| 21          | 戅𢦀 |
| 24          | 㦭戇 |

- Примечание: Ваш браузер может отображать иероглифы неправильно.